# Kościół św. Małgorzaty w Pierzchałach
Kościół pw. św. Małgorzaty w Pierzchałach – rzymskokatolicki zabytkowy kościół parafialny należący do dekanatu Braniewo archidiecezji warmińskiej.

## Historia kościoła
Wieś, znana od 1296, w 1311 stała się własnością biskupów warmińskich. W 1343 powstała tu kapituła kolegiacka, wkrótce jednak przeniesiona do Glotowa, a następnie do Dobrego Miasta. Kościół pw. Narodzenia NMP i św. Małgorzaty wzniesiono jeszcze przed założeniem kolegiaty. Jest to budowla ceglana, gotycka, salowa. Posiada sklepienie krzyżowo-żebrowe. Wieżę i zakrystię dobudowano ok. 1400, potem kaplice boczne, a drewniana górna część wieży dobudowano w 1770. W średniowieczu Pierzchały były miejscem pielgrzymkowym, jednak parafia uległa likwidacji i została filią parafii w Szalmi. Kościół posiadał bogaty wystrój, o czym świadczyły pozostałości gotyckich malowideł ściennych z postaciami apostołów, odkryte podczas remontu 1894. Istniał też późnogotycki tryptyk wykonany w Elblągu, z ok. 1520, z figurami Marii z Dzieciątkiem, św. Małgorzaty, św. Jana Chrzciciela, apostołów i namalowanymi scenami pasyjnymi (obecnie jedyna ocalała kwatera znajduje się w Muzeum Okręgowym w Toruniu). Były też 2 ołtarze barokowe i ambona. W 1945 świątynia została poważnie zniszczona. Przez wiele lat niszczała, w 1960 ruiny zostały prowizorycznie adaptowane na magazyn PGR-u, co nie powstrzymało dewastacji. Wręcz przeciwnie: gotycki portal zamurowano, rozebrano kaplicę, zakrystię dach i wieżę, budowla zatraciła wówczas cechy stylowe (poza dwoma profilowanymi portalami). Za to wybito dodatkowe wrota, przez które mogły przejeżdżać przez kościół traktory, gdyż w jego wnętrzu składowano nawozy. Dopiero po zmianach ustrojowych odbudowa kościoła stała się możliwa. Odbudowę świątyni zainicjował przedwojenny mieszkaniec Braniewa, Gerhard Steffen. 90% kosztów budowy sfinansowała Fundacja Współpracy Polsko-Niemieckiej. Ponownej konsekracji dokonał ks. arcybiskup Edmund Piszcz w niedzielę 17 października 1999. Działalność parafii została wznowiona.
Kościół i znajdujący się wokół niego cmentarz zostały wpisane 18 października 1967 do rejestru zabytków pod poz. 677/67.

## Galeria zdjęć

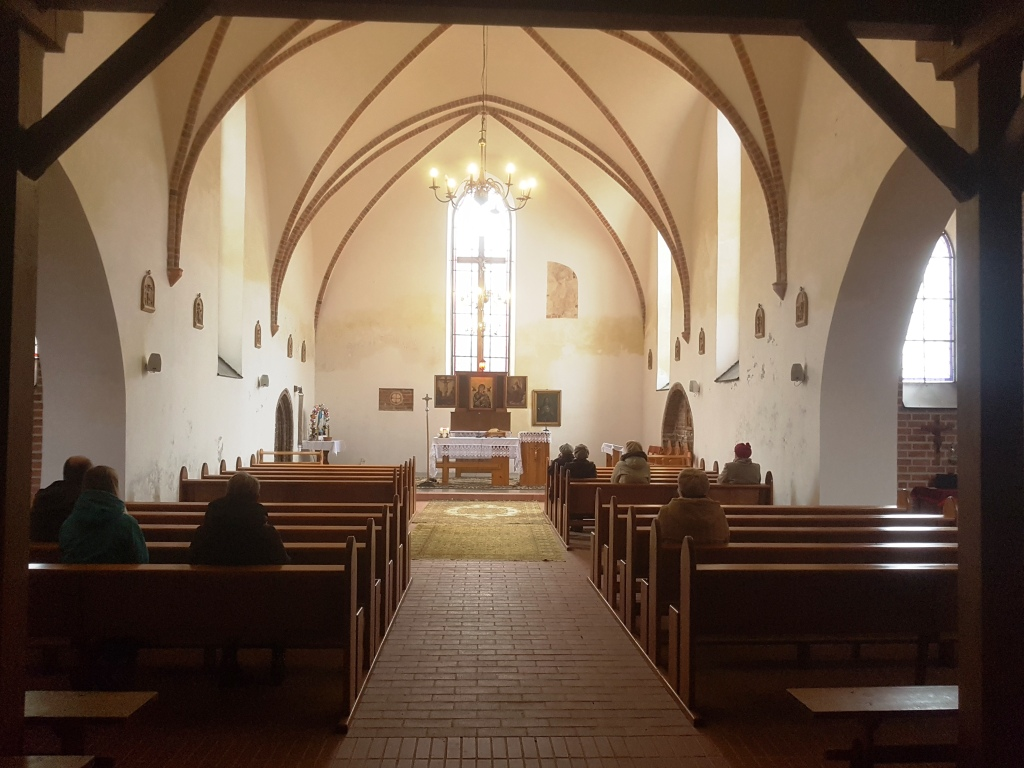
Wnętrze kościoła
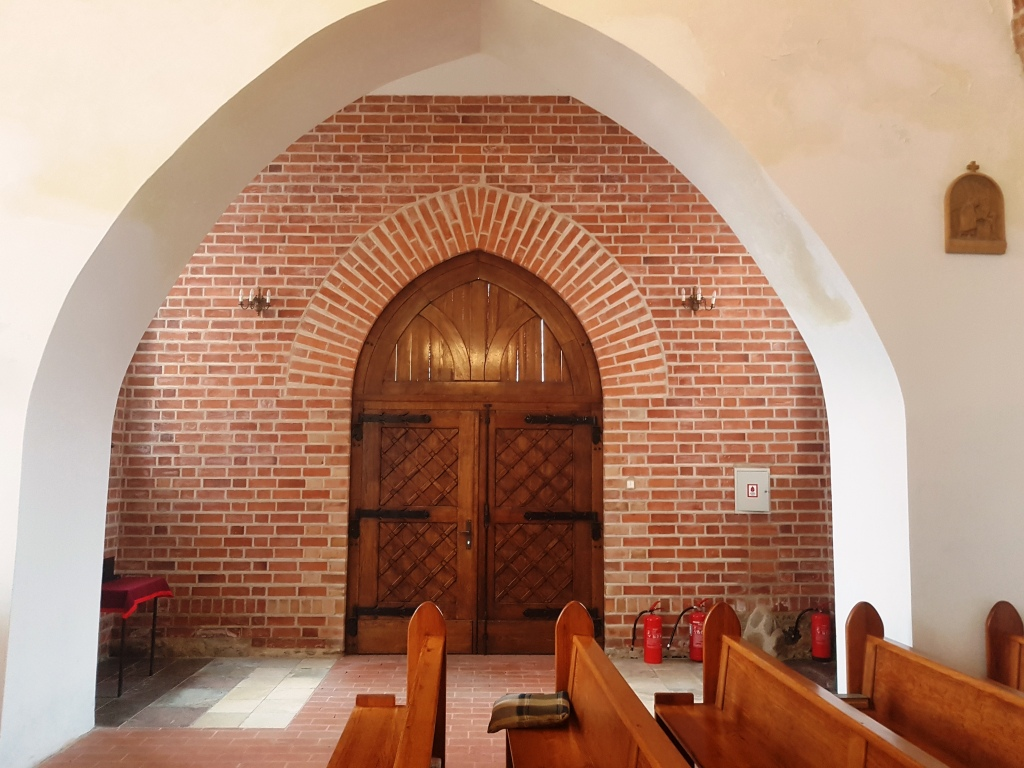
Drzwi boczne
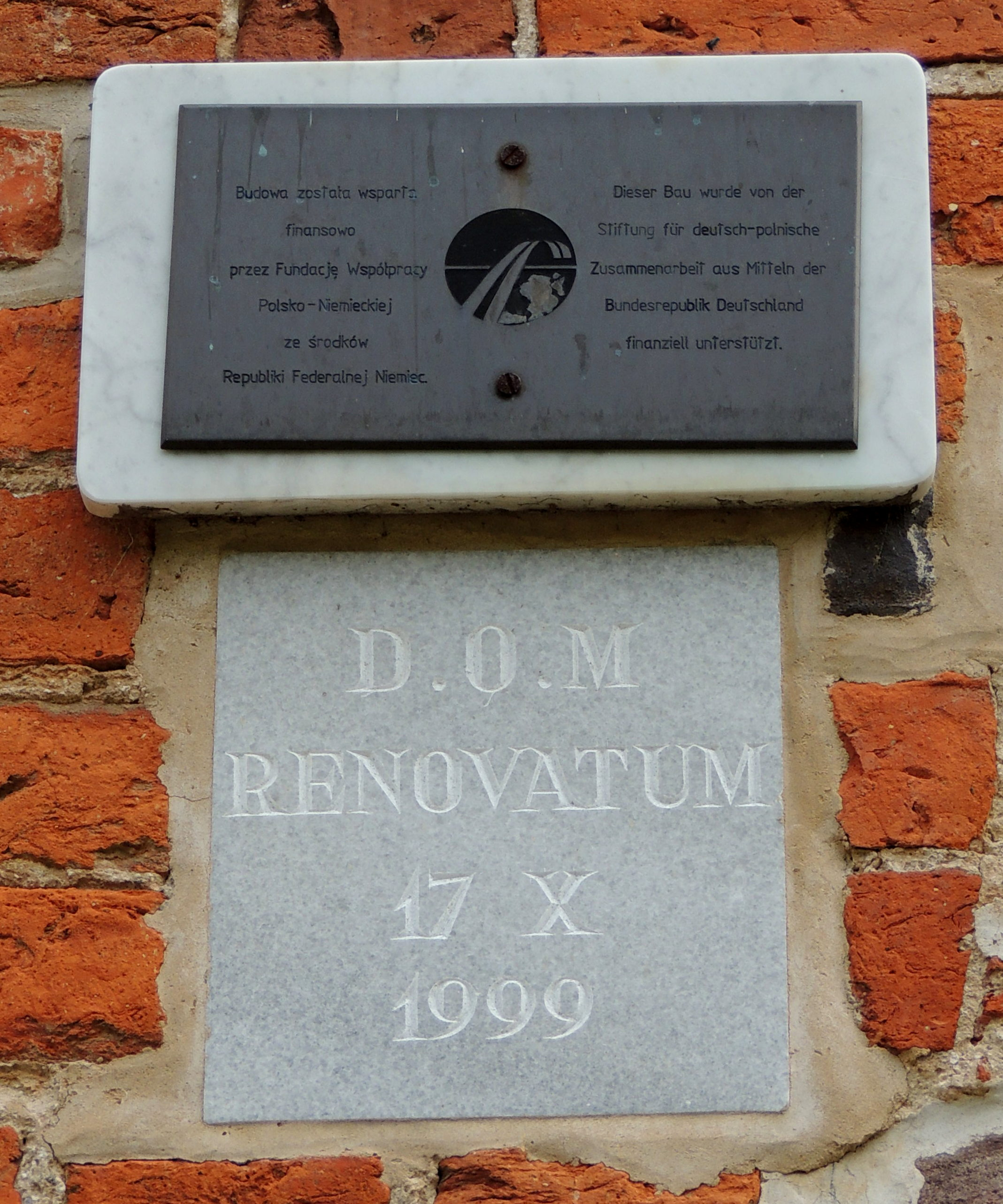
Tablica upamiętniająca odbudowę świątyni
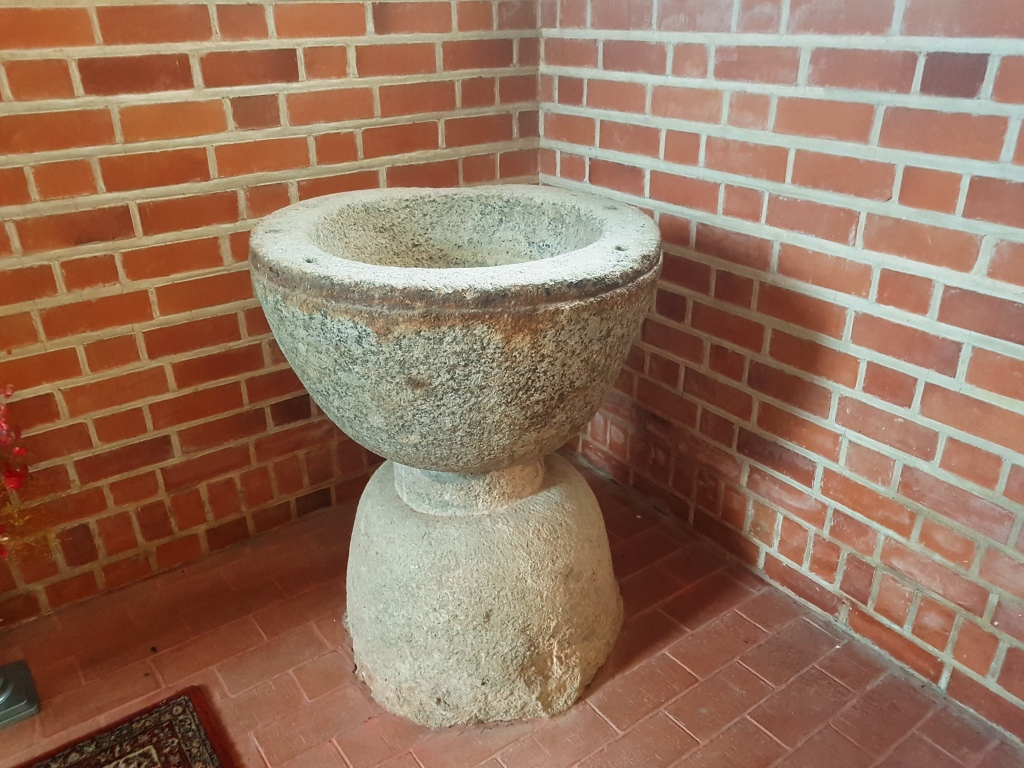
Kamienna chrzcielnica, prawdopodobnie z początkowego okresu kościoła
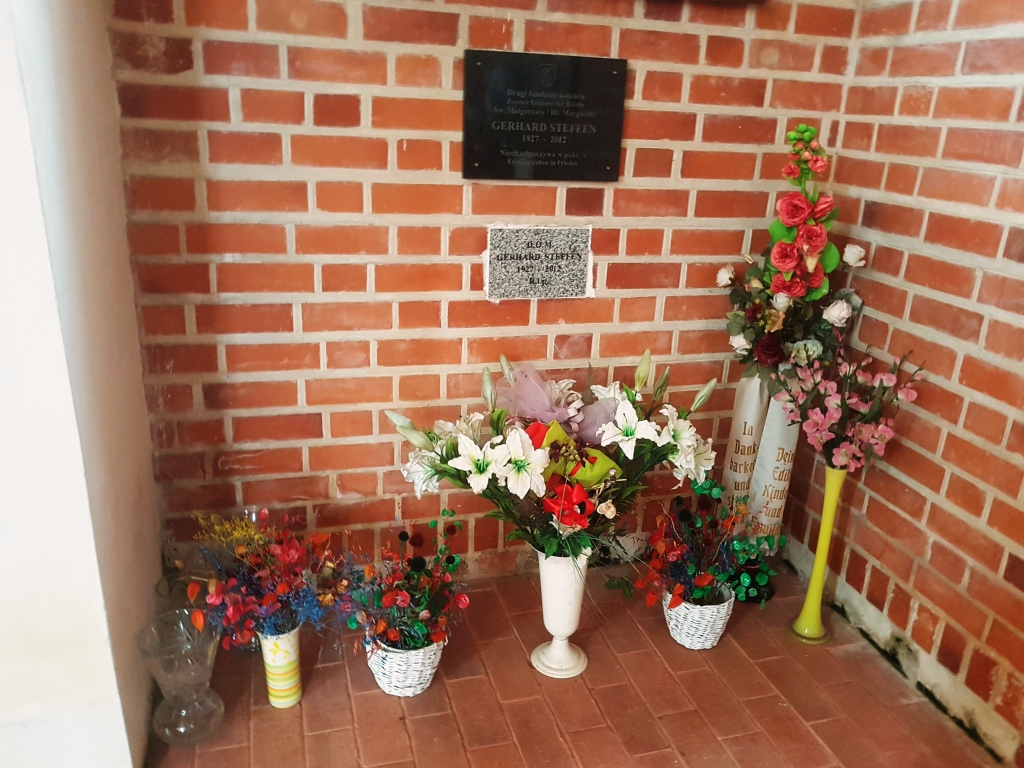
Miejsce pochówku inicjatora odbudowy świątyni Gerharda Steffena
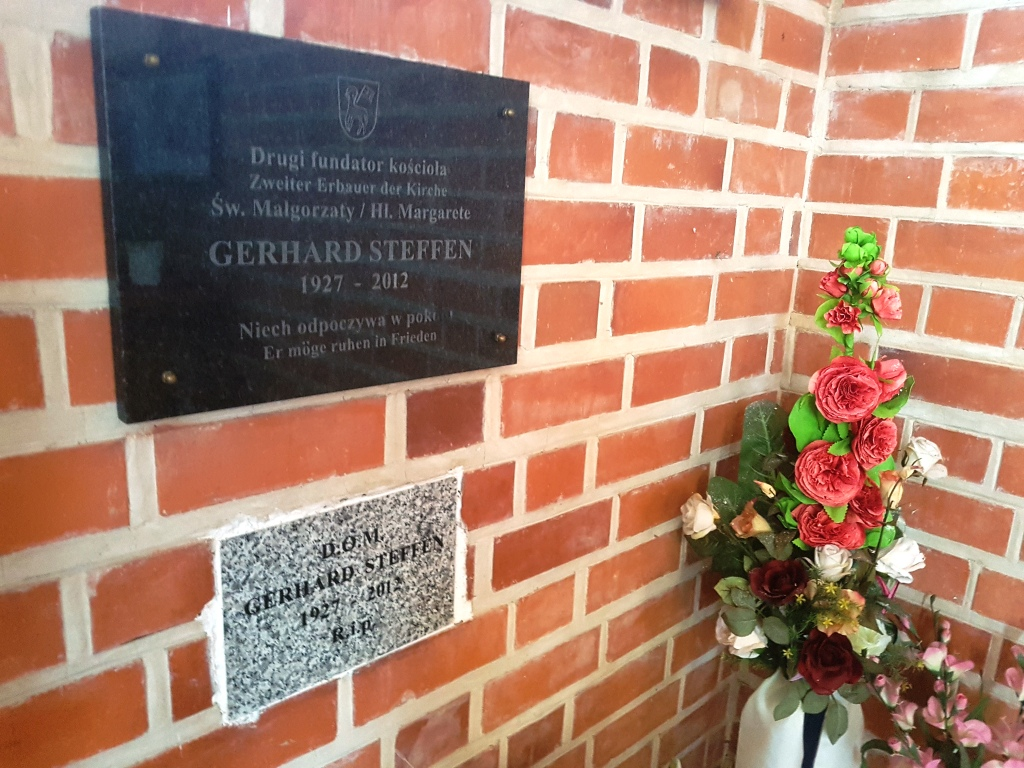
Tablice upamiętniające inicjatora odbudowy świątyni Gerharda Steffena
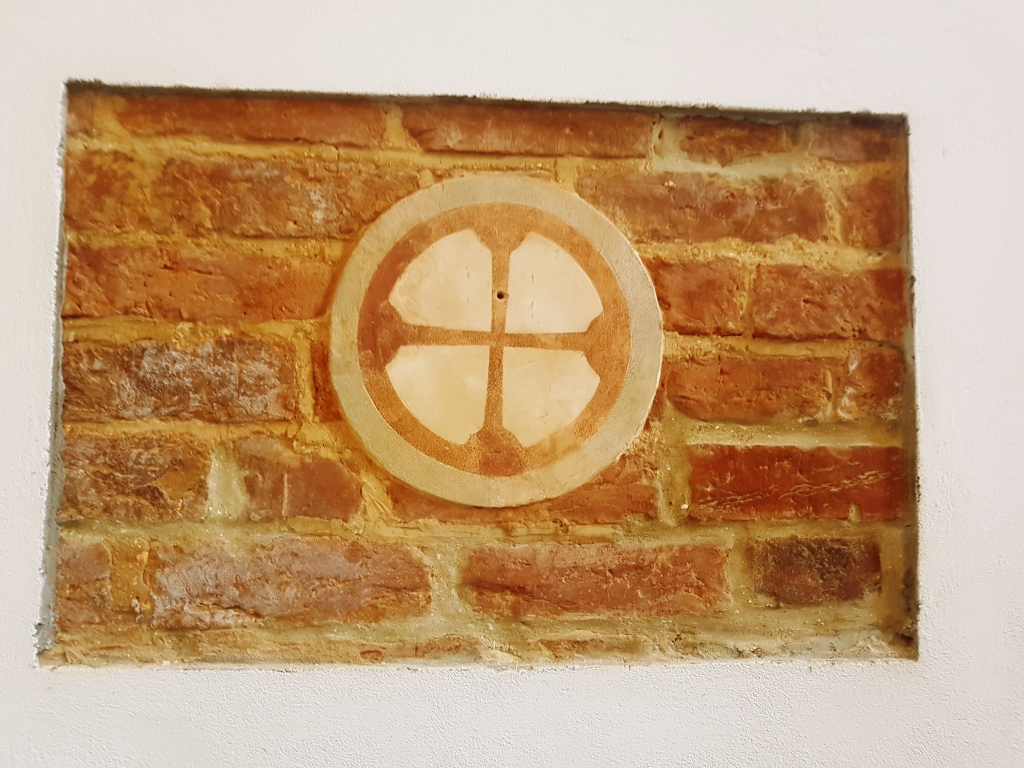
Odnowiony zacheuszek na ścianie prezbiterium
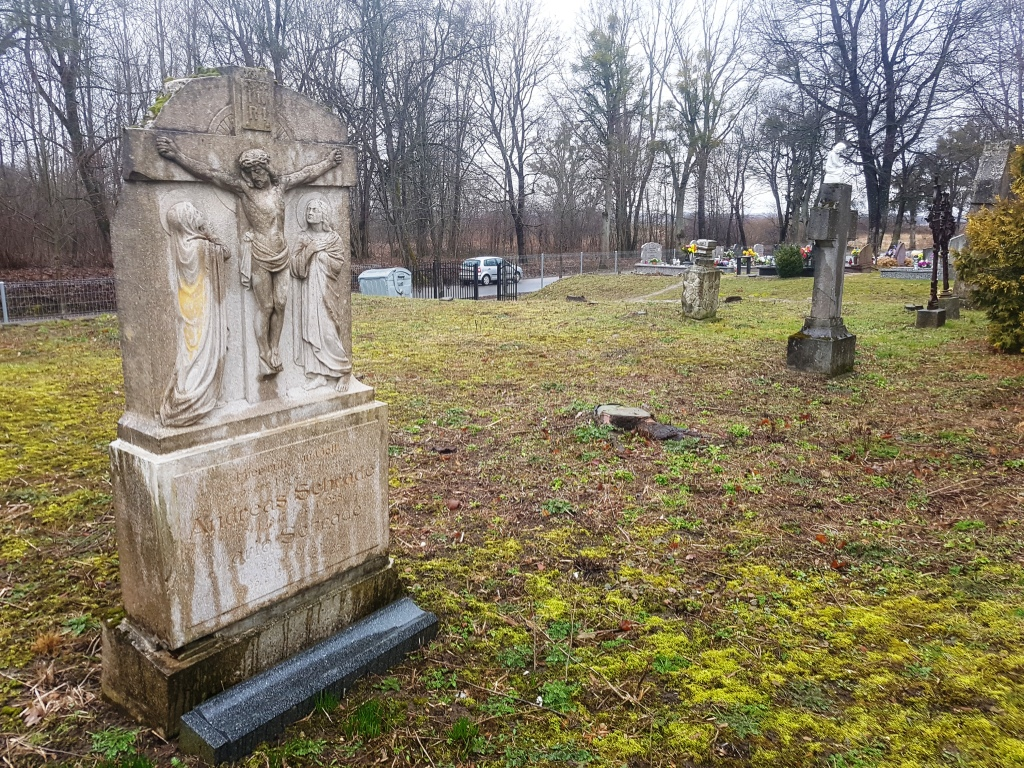
Zniszczony cmentarz przykościelny (również wpisany do rejestru zabytków)